# Valniš
Valniš (em cirílico: Валниш) é uma vila da Sérvia localizada no município de Babušnica, pertencente ao distrito de Pirot, na região de Lužnica. A sua população era de 49 habitantes segundo o censo de 2011.

## Demografia
| 1948 | 1953 | 1961 | 1971 | 1981 | 1991 | 2002 | 2011 |
| ---- | ---- | ---- | ---- | ---- | ---- | ---- | ---- |
| 639  | 553  | 441  | 293  | 170  | 125  | 97   | 49   |